# Richard Treu
Richard Treu (* 16. Februar 1873 in Kathkow, Provinz Pommern; † 4. (oder 14. April) 1943 im KZ Theresienstadt) war ein deutscher Bühnenschauspieler und Theaterregisseur mit einigen wenigen Auftritten beim Stummfilm zu Beginn der 1920er Jahre.

## Leben und Wirken
Treu ging direkt von der Schule zur Bühne, ließ sich durch Franz Deutschinger von der Barnayischen Vorbereitungsschule des Berliner Theaters künstlerisch ausbilden und gab 1892 sein Debüt am Stadttheater von Pirna. Im Laufe desselben Jahrzehnts war er u. a. in Stettin engagiert. Es folgten zu Beginn des 20. Jahrhunderts Verpflichtungen an die Stadttheater von Mainz, Elberfeld, Chemnitz und Nürnberg. An diesen Provinzbühnen ließ man Treu auch große, klassische Rollen spielen, wie beispielsweise Nathan den Weisen, den Wallenstein, den Cajetan, den Philipp II., den Erbförster, Shakespeares Macbeth und Othello, den Pfarrer Hell in Der Pfarrer von Kirchfeld, den Stauffacher in Wilhelm Tell, den Leontes im Wintermärchen und den Richter von Zalamea.
In der Spielzeit 1906/07 war Richard Treu an Berlins Schiller-Theater engagiert. Es folgten Engagements unter anderem nach Danzig und erneut nach Elberfeld, wo man ihn an beiden Bühnen auch Regie führen ließ. Danach kam er bis zum Ersten Weltkrieg Verpflichtungen (Schauspiel wie Regie) an Spielstätten in Bromberg und Erfurt nach. Von 1914 bis 1920 war Richard Treu in Eisenach tätig, nahezu zeitgleich, von 1916 bis 1920 auch in Friedrichroda. Gleich im Anschluss daran (1920/21) trat Treu mindestens dreimal auch vor Stummfilmkameras; das Drama Dämonische Treue produzierte er gemeinsam mit dem Schauspielkollegen Paul Hartenstein mit ihm und sich selbst in den Hauptrollen. In den letzten zehn Jahren der Weimarer Republik trat Treu überwiegend als gastierender Künstler in Erscheinung und ließ sich nicht mehr fest an ein Ensemble binden. Seit 1922 leitete er auch mehrere Sommertheater und machte als Rezitator und Schauspiellehrer von sich reden.
Am 20. Juli 1942 wurde Richard Treu, der jüdischer Herkunft war, in das Ghetto Theresienstadt deportiert, wo er wohl am 4. April 1943 umkam.

## Filmografie
- 1920: Figaros Hochzeit
- 1921: Filmbanditen
- 1921: Dämonische Treue (auch Co-Produktion)